# Buhturi
Buhturi Al-Walid Ibn al-Ubaidillah Buhturi  ( en árabe: أبو الوليد بن عبيدالله البحتري التنوخي‎, romanizado: al-Walīd ibn `Ubayd Allāh al-Buhturī    ) (821-97 d. C.; 206-48 d. C.) fue un poeta árabe nacido en Manbij, en la Siria islámica, entre Alepo y el Éufrates . Como Abū Tammām ( ابو تمام ), era de la tribu de Tayy,  de los Buhturids .

## Biografía
Cuando aún era joven, al-Buḥturī visitó Abū Tammām en Homs, donde por su recomendación las autoridades de Ma'arrat an-Nu'man le otorgaron a al-Buḥturī una pensión anual de 4000 dirhams . Más tarde fue a Bagdad, donde escribió versos en alabanza del califa al-Mutawakkil y de los miembros de su corte. Aunque residió durante mucho tiempo en Bagdad, dedicó gran parte de su poesía a la alabanza de Alepo, y su poesía amorosa dedicada a una niña, Aiwa, de esa ciudad. Murió en Manbij en 897.
Su dīwan (recopilación poética) fue editada y publicada dos veces en el siglo X. Primero por Abū Bakr al-Ṣūlī, en la sección de cuyo libro Kitāb Al-Awrāq (كتاب الاوراق) sobre Muḥadathūn (poetas modernos), al-Buḥturī se incluye entre un grupo de catorce poetas cuyos dīwans al-Ṣūlī editó y ordenó alfabéticamente según a la consonante final en cada línea. El segundo editor organizó su dīwan según el tema (1883, Estambul ). Al igual que Abu Tammam, hizo una colección de poemas tempranos también conocida como Hamasah .  Estas colecciones de poemas también se conocen como Diwans .